# Каїбокан

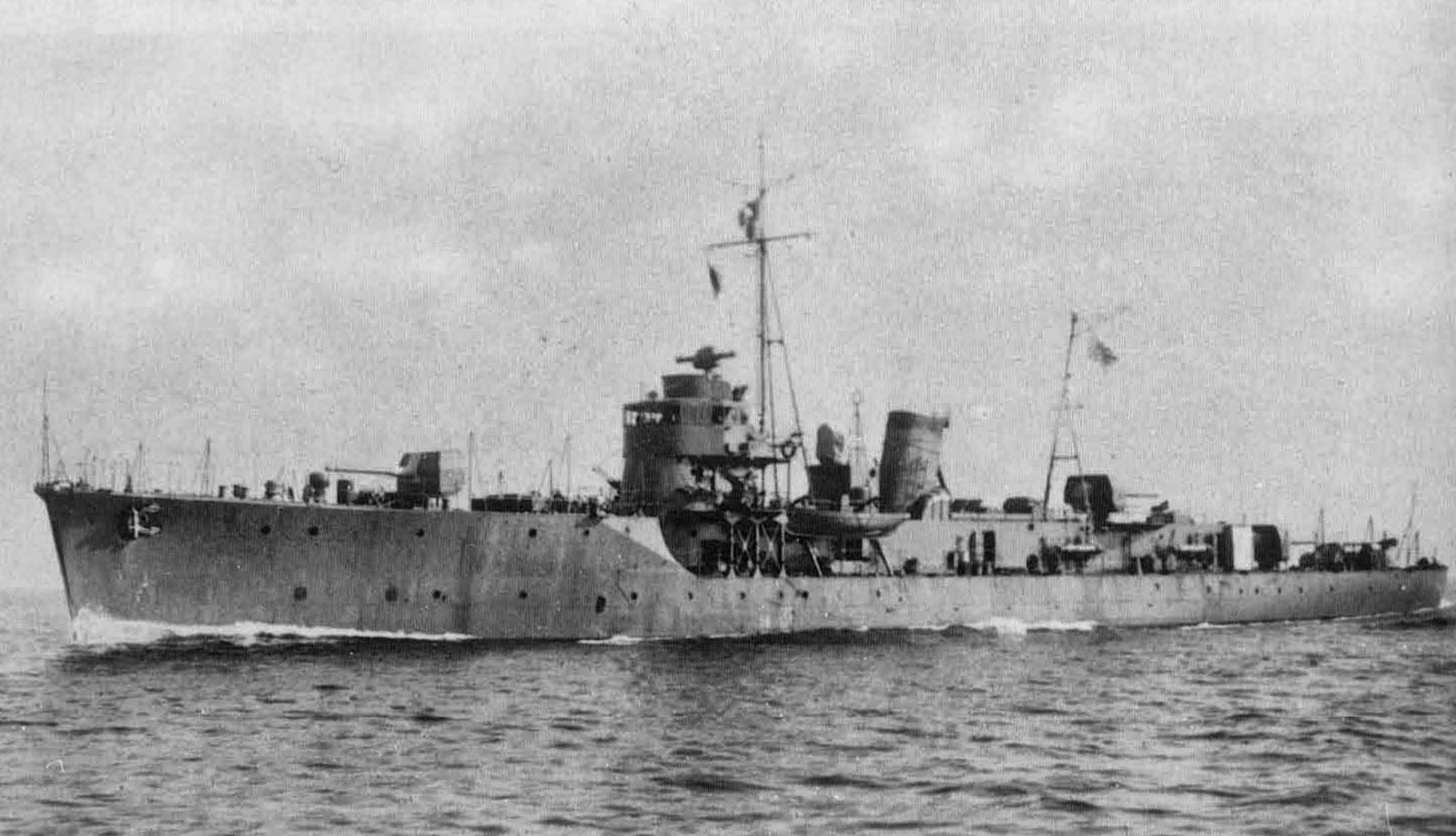
Японський каібокан Etorofu у травні1943.

Каїбокан (яп. 海防艦, дос. «корабель морської оборони») — тип військового корабля, найбільш відомий за використанням Імперським флотом Японії під час Другої світової війни для охорони конвоїв та виконання завдань з берегової оборони. Для позначення цього типу кораблів у ВМС США використовувався термін «корабель ескорту» (англ. escort ship).[відсутнє в джерелі]

## Опис
Ці кораблі були японським аналогом ескортних міноносців і фрегатів. Усі ці три класи військових кораблів використовувались як дешевший засіб протичовнової оборони ніж стандартні есмінці. 
В ході війни конструкція каібоканів була спрощена і зменшена у розмірах, аби уможливити побудову їх більшої кількості швидшими темпами. 